# Johann Schwarz (Politiker, 1933)
Johann Schwarz (* 11. November 1933 in Andau) ist ein ehemaliger österreichischer Politiker (ÖVP) und Landwirt. Schwarz war von 1972 bis 1982 Abgeordneter zum Burgenländischen Landtag.

## Leben
Schwarz wurde als Sohn des Landwirts Johann Schwarz aus Andau geboren. Er besuchte die Volksschule in Andau und absolvierte danach die landwirtschaftliche Fachschule in Neusiedl am See, 1953 übernahm er den landwirtschaftlichen Betrieb seiner Eltern.

## Auszeichnungen
1985 wurde Schwarz der Berufstitel Ökonomierat verliehen. 

## Politik
Schwarz engagierte sich als Dekanatsführer der Katholischen Jugend und war ab 1966 Gemeinderat in Andau. Er war zudem ab 1963 als Kammerrat aktiv und wirkte von 1983 bis 1988 als Vizepräsident der Burgenländischen Landwirtschaftskammer. Des Weiteren war er ab 1971 im Vorstand sowie ab 1985 Obmann des Lagerhauses Frauenkirchen. Zwischen 1973 und 1987 war er zudem Vorstand des Raiffeisenverbandes und danach Präsident der Raiffeisenlandesbank. Er hatte innerparteilich ab 1967 die Funktion des ÖVP-Ortsparteiobmanns in Andau inne und vertrat die ÖVP zwischen dem 21. Februar 1972 und dem 29. Oktober 1982 im Landtag, wobei er 1972 für den ausgeschiedenen Abgeordneten Franz Rechnitzer nachgerückt war.